# 泉りおん
泉 りおん（いずみ りおん、1998年7月27日 - ）は、日本のAV女優。

## 略歴・人物
趣味・特技はお笑い、ピアノ、お酒を少々嗜む、ホラー映画鑑賞、など多彩。
2017年12月、LINXに所属し、kawaii*専属女優としてデビューしたロリ系のAV女優。
kawaii*専属以降は、単体女優及び企画単体女優として活動している。
2023年6月より、X（旧Twitter）アカウントを開設し幅広く情報を発信している。
また、2024年1月より自身のツイキャスちゃんねるを開設し、雑談やカラオケ配信をしている。
2024年6月にはインスタグラムのアカウントを開設した。
2024年6月3日週FANZA動画フロアランキングにて、2024年3月発売の『この娘の飾った顔面をチ〇ポ汁まみれにしてぐしゃぐしゃにします。』がランキング8位に浮上。
同年11月11日週FANZA動画フロアランキングにて2023年11月発売の『初めての真正中出し解禁5発 渋谷のラブホ休憩で無制限生姦』が10位に急浮上。同作は同年11月18日週FANZA動画フロアランキングにて同作が1位にランクアップした。

## 出演作品

### アダルトDVD
- リボンと百合と接吻 本物処女 泉りおん、侑李あいみ（2025年2月11日、ビビアン）
- 『壁尻展覧会』美術部の文化祭の特設コーナーは女子部員たち自らの生尻を展示する壁尻！見て触れて挿れて楽しめるスケベすぎる芸術作品の展覧会！（2025年2月11日、Hunter/HHHグループ）
- 「そんな勉強よりエッチな勉強しようよ」真面目な勉強会がエッチなおち○ちん勉強会に！勉強に飽きたクラスメイト女子が勉強のストレスと性欲をボクのチ〇コで解消!?（2025年2月11日、Hunter/HHHグループ）
- 修学旅行で10人の可愛いクラスメイト女子と密着度200％大ハーレム乱交！2（2025年2月11日、Hunter/HHHグループ）
- 平日昼間、週2回。隣のおじさんに犯●れてます。 泉りおん（2025年2月7日、ドリームチケット）
- 中出し部屋呑みドキュメント お酒もHも汗だくで楽しんじゃう 泉りおん（2025年2月4日、パコパコ団とゆかいな仲間たち/妄想族）
- 第1回おじさんでもキモ男でもみんな大好き！半中半外＆射精後チ○ポ生膣グリグリ感謝祭 泉りおん（2025年1月28日、グローリークエスト）
- 『何で私こんな下品な顔して感じちゃうんだろう？※心の声』超内気な義妹に連日チクハラしてたら超敏感早漏体質になってイキまくり！3（2025年1月28日、Hunter/HHHグループ）
- 思春期ワレメぺろぺろ温泉旅行 【Wツルペタ姪っ子とデカマラおじさん】パート2 泉りおん、市井結夏（2025年1月7日、ムーディーズ）

- 美少女戦士セーラーディアナ 蹂躙昇天地獄 泉りおん（2024年12月27日、GIGA）
- 今日の獲物はこの母娘 24時間居座りレ●プ 02（2024年12月24日、ボニータ/妄想族）
- 「ご褒美チ○ポがあれば練習頑張れます！」合宿所のバイトは超多忙！だって女子陸上部の息抜きはボクのチ○ポだけだから！2 親戚が経営する合宿所で…（2024年12月10日、Hunter/HHHグループ）
- 下着メーカーの社員旅行は超乱痴気騒ぎ！社員全員飲みすぎて、見ず知らずの旅行客も巻き込んでハメ外しまくってあっちこっちと色々な部屋で大乱交!（2024年12月10日、Hunter/HHHグループ）
- ちんスメ嗅ぎ子 チンカス付き無洗汚チ●ポ嗅がせて強●フェラ!!（2024年11月26日、うさぎ/妄想族）
- だれとでも定額挿れ放題！4周年記念SP！宿泊パックツアー編 月々定額料金を支払えばバス＆ホテルで何泊でも何発でも出来ちゃう夢の大乱交…（2024年11月26日、Hunter/HHHグループ）
- 【修学旅行の思い出は初めての乱交】背伸びしたがるメスガキたちが修学旅行でハメ外しまくりヤリまくり乱交！中出ししまくりの修学旅行は最高の思い出（2024年11月26日、Hunter/HHHグループ）
- 敏感・微乳女子学生がハマる性感オイルマッサージ。未熟なワレメを大人絶倫チ〇ポで開発され過ぎてお漏らし痙攣イキまくり（2024年11月19日、SWITCH）
- 出張先相部屋レズビアンNTR 地方の下着会社で働くビアン上司とノンケ部下…1泊2日の東京レズビアンストーリー 泉りおん、美咲かんな（2024年11月19日、溜池ゴロー）
- ぴえん系おチ〇ポ成敗（2024年11月21日、SODクリエイト）
- バトルファッカーズ・敗北の女戦士 14 泉りおん、響かれん（2024年11月15日、SUPER SONIC SATELLITES）
- 誰にでも定額かけ放題！2授業中、昼休み、いつでもどこでも校内の女子に…ぶっかけまくり!（2024年11月12日、Hsoda/HHHグループ）
- どれい契約書01（2024年11月8日、三和出版）
- 『東京ってすんげぇ～！』全校生徒4人の超ド田舎の学校に転校してきたのは東京のヤリマンギャル！純真無垢でエッチとは無縁だった田舎女子たちはヤリマンギャルの影響で日に日にヤリマン化!?（2024年11月1日、DOC DREAM）
- ミラクルりおん 泉りおん（2024年10月18日、メディアブランド）
- ちびっこ女子限定のムレムレ黒パンストJ系まんぐりイキ我慢チャレンジ！ 電マ＆指マン刺激に耐えてポーズ10分間キープ出来たら100万円！ 罰ゲームは連続お漏らし痙攣が止まらない敏感ワレメちゃんにデカチン激ピストン種付けプレス！Vol.2（2024年10月15日、はじめ企画）
- オタク女子〇生が淫魔を召喚！現れたのはまさかのおじさんインキュバス！？歓迎されないおじさんインキュバスは悪魔淫力で女子たちをイカセまくり！（2024年10月8日、Hunter/HHHグループ）
- 監獄教室（2024年10月8日、Hunter/HHHグループ）
- マンズリ愛好女子の淫匂漂うストッキング角オナニー（2024年10月1日、OFFICE K’S）
- カメラ目線でチクニーする女子の顔面と勃起乳首を堪能するビデオ2（2024年9月24日、SEX Agent/妄想族）
- 逃げたい…だけど気持ちいい…もっとして…内気な義妹を追いかけ回して何度もチクビハラスメントしたら連続イキするほど超敏感体質に変態覚醒！（2024年9月24日、Hunter/HHHグループ）
- ビックンガチイキ痙攣 手なずけワイセツペット 羞恥調教露出肉便器姫 力ずくで支配出来そうなくらい細くて可愛いぺちゃつるチビータ 泉りおん（2024年9月12日、MERCURY）
- エステ専門学校のオープンキャンパスに行ったら男はボク1人！体験実習がまさかのタオル1枚で女子の体を触りまくり！ボクの股間は触られまくり…（2024年9月10日、Hunter/HHHグループ）
- 時間停止学級3。時間を止める事が出来る神装置で、好きな時に挿れたり、止めたりし放題。（2024年9月10日、Hsoda/HHHグループ）
- 「勃起乳首」と「感じる顏」をじっくりと魅せる乳首だけでイッちゃう8人の女たち（3）(2024年9月1日、OFFICE K’S）
- 年の差オジサンと山荘デートで野外露出セックス 朝から晩まで何度もイカされ続け最高に気持ちいい思い出作り成功！ 泉りおん（2024年8月27日、First Star）
- ちっぱい娘おしゃぶりパイ擦り射精（2024年8月15日、プリモ）
- 可愛すぎる！！泉りおん至高の4時間眼福スペシャル!! 泉りおん（2024年8月13日、BALTAN）
- 野ション女子○生連鎖開脚拘束おしっこ噴射3 泉りおん 皆月ひかる 由良かな（2023年8月8日、電脳ラスプーチン）
- セーラー服を脱がせないで！女学生をアパートに連れ込んでムフフ…好き放題ヤリまくって俺好みの女に仕上げた記録（中出し）（2024年8月8日、プラム）
- ワキで感じる女たち　(2024年8月1日、OFFICE K’S）
- 白きエロスの天使 真夜中の騎乗位 泉りおん（2024年7月16日、泉りおん（2024年7月13日、FAプロ）
- 「おじさんくすぐったいよ…」久々に会った姪っ子と昔みたく一緒にお風呂に入って体を洗ってあげたら我慢の限界！ついイタズラしちゃいました！（2024年7月9日、Hunter）
- 山間の温泉旅館で遭遇した奇跡！とても愛らしい修学旅行生たちといっぱいエッチな思い出作っちゃいました。（2024年7月9日、Hsoda）
- BWP story 17 泉りおん、楠木花菜（2024年7月5日、BATTLE）
- 修学旅行先のホテルで生意気な同級生女子たちを追い掛け回して何度も何度も連続中出し！お酒で爆酔いした童貞が何度中出ししても復活する絶倫ゾンビ化（2024年7月9日、Hunter）
- WOMAN'S PROWRESTLING FETISH 18 泉りおん、楠木花菜（2024年6月28日、BATTLE）
- えっ！？80％？なにこの数字？ヤレる確率が可視化されてボクだけに見える世界 なんだその頭の上に見えてる数字は（2024年6月25日、Hunter）
- お前まさか勃ってんじゃねーの？いやいや既に発射しちゃってます…。生意気な妹にまさかの秒発射 ボクの股間に軽々しくタッチしてくる妹（2024年6月25日、Hunter）
- 女子レスラーダメージ限界突破８ 泉りおん、さのさとり（2024年6月21日、BATTLE）
- オナニー中に部屋に入ってきたお兄ちゃんが悪いんだから責任とって イク直前で寸止めされた可愛い妹はムラムラが収まらず兄を押し倒しまたがり即ハメ騎乗位で（2024年6月20日、SODクリエイト）
- 羞恥イタズラ膣検診（2024年6月15日、LOTUS）
- 淫夢の中でイカされ続けて… 優等生の深層心理はむっつりド変態 泉りおん（2024年6月11日、妄想族）
- ヤリサー合宿旅行 10名の女子大生とバカハメ大乱交！（2024年6月11日、HHHグループ）
- 陸上部の合宿所で欲求不満の肉食系スポーツ女子に毎日犯されているボク。（2024年6月11日、Hunter）
- 「エロ動画アップして炎上してもいいからバズりたいの！」SNS中毒の同級生女子がバズり目的でエロ動画を撮影 お相手に指名された地味男子なボク。

（2024年6月11日、Hunter）
- 極悪非道な計画的輪○。修学旅行の夜、仲良しの女子と男子部屋に遊びに行ったらダマされて一人だけ残された私。必死で助けを求めるも口もマ○コもチ○コで塞がれて（2024年6月6日、SODクリエイト）
- 娘の前で雌犬のように激しく突かれて 泉りおん、玉城夏帆（2024年6月4日、アタッカーズ）
- 「えっ！？コレが実習？」エステ専門学校に入学したら男はボク1人 実習はタオル1枚の女子の体を触りまくり ボクの股間は触られまくりでフル勃起5（2024年5月28日、Hunter）
- 男の浪漫！秘境混浴温泉を求めて…（下心を隠して）混浴温泉に入ったら、ウブでおませなひよこ女子にちんちんバカになるほどおちんぽみるく絞りとられた 3rdシーズン（2024年5月23日、ひよこ）
- ホテル内強制素股痴漢（2024年5月14日、Hunter）
- だれとでも定額挿れ放題 ホテル編 月々定額料金を支払えば何泊でも何発でも出来ちゃうサブスクホテルがついに登場 ホテル従業員、宿泊客…誰にでも挿れ放題（2024年5月14日、Hunter）
- 妹がお兄ちゃんで高額裏オプバイト！（2024年5月14日、Hunter）
- 『そんなの見たらシたくなっちゃう』ボクを全く男として見ていない女子(クラスメイト、バイト仲間、幼馴染…)が不意に見せたボクの勃起チ○ポで発情（2024年5月14日、Hunter）
- 制服女子ぎゅうぎゅう痴○バス 3（2024年5月4日、ドリームチケット）
- 清楚妻のくせに浣腸噴射しながらマ〇コSEX（2024年5月1日、OFFICE K’S）
- 密着背面手コキ2 背後から淫語を囁きながら乳首をこねくり回してバキバキに仕上がったチ○ポを抜き倒す（2024年4月23日、妄想族）
- 「ち〇こ舐めてみてよ」「別にいいよ…それくらい」「おっぱいもよく見せて…」ちょっと大人になった幼馴染と童貞のボクがお風呂に入ったらエッチな事をせずにはいられないよね（2024年4月23日、Hunter）
- ヒロインピンチスペシャル 阿仁丸戦隊ジンジュウガー ジンジュウガー壊滅作戦 【後編】 泉りおん（2024年4月12日、GIGA）
- 誰一人本なんか読まない底辺校の図書委員が、放課後の図書室で暇つぶしに始めた童貞卒業委員（2024年4月9日、Hunter）
- ネイキッドヨガ 澄ました顔で全裸羞恥ポージングする女たち（2024年3月26日、妄想族）
- 男はボク1人の学校の大掃除は超パンチラ天国！見渡せば視界に広がる無限パンチラに大興奮！去年まで女子校だった学校に編入したら男はボク1人！（2024年3月26日、Hunter）
- ヒロインピンチスペシャル 阿仁丸戦隊ジンジュウガー ジンジュウガー壊滅作戦 【前編】 泉りおん（2024年3月22日、GIGA）
- 完全主観でヘンタイお兄ちゃん連呼 シスコン兄にセックスを見せつけて欲しがりマゾ顔をオカズに小悪魔絶頂する妹 泉りおん（2024年3月12日、BALTAN）
- オナニー中毒、セックス相手にお困りの方は一度ご相談ください。SEX外来～性欲が強過ぎるSEX中毒の患者を治療～（2024年3月12日、HHHグループ）
- 隣の部屋にパパがいるのに全裸でおじさん部下に迫りベロチュウ騎乗位で強制中出しさせるちびっこ痴女 泉りおん、由良かな（2024年3月7日、電脳ラスプーチン）
- 「いつもより濡れちゃった…」こたつ内NTR 親友の前で親友の彼女とこたつの中でバレないようにこっそり濃厚セックス（2024年2月27日、Hunter）
- 真正中出し映像集 第1回作 全て正真正銘本物ザーメン避妊具なしの生姦セックス4名 計15発（2024年2月22日、なまなま）
- 「先にイッた方が負けだからね！」お互い恋愛対象外の女友達と酔った勢いでイキ我慢比べをする事に！雑魚マ○コと雑魚チ○ポで双方即イキ！結局…何度も何度もイキまくってヤリまくっても決着つきませんでした!（2024年2月13日、HHHグループ）
- 普段はこういう感じのオナニーでイってます（2024年2月13日、妄想族）
- みせしめ 大好きな彼氏との最悪な終焉VOL.02（2024年1月30日、ケイ・エム・プロデュース）

- 『お兄ちゃん童貞なんだって？』『エッチしてみたいの？』『ヤラせてあげようか？』『嘘！無理！笑』超小悪魔義妹がボクの童貞に興味津々！（2023年12月26日、Hunter）
- 引きこもりの息子を溺愛する母親が送った息子への誕生日プレゼントは、拘束された幼馴染だった。（2023年12月12日、Hunter）
- 「お兄ちゃん私のアソコ、おもちゃで大きくして…」「ええ！」「彼氏とエッチしたいから…」彼氏のチ○ポが大き過ぎてエッチできないと妹に相談されて（2023年12月12日、Hunter）
- お尻を突き出しサイレントおねだり！ゲームに夢中でボクの話を無視するゲーマー妹。頭にきて妹のチクビを触ったけど無視！でも実は感じていたらしく…（2023年12月12日、Hunter）
- 娘の前で雌犬のように激しく突かれて 泉りおん、織田真子（2023年12月5日、アタッカーズ）
- 「こんな大きいの挿れられたら、もう他のおち○ちん挿らない…」デカチン義兄のチ○ポにハマって彼氏とのエッチが物足りなくなってしまった義妹（2023年11月28日、Hunter）
- 「素人個撮」 女子〇生卑猥ドライブ連れ込み性交（2023年11月15日、LOTUS）
- オヤジ狩りJ〇 暇を持て余した女子○生の新しい遊び（2023年11月14日、Hunter）
- メンエスでエッチできそうな雰囲気を出すくせにいざとなったら嫌がるから頭にきて思いっきりお尻叩いてイラマしたら大人しくなってヤれた時のお話。（2023年11月14日、Hunter）
- 『私でよかったらキスの練習くらいさせてあげるよ…』キストレさせてくれるエロ優しい義妹！ボクが枕相手にキスの練習をしているのを義妹に目撃された（2023年11月14日、Hunter）
- 「私…すぐイッちゃうから恥ずかしくてエッチ出来ない」少し触れられるだけで感じちゃう超敏感全身性感帯コンプレックス義妹！体質改善に協力して…（2023年10月24日、Hunter）
- 気弱で断れない性格の幼馴染女子のミニスカ×ニーハイから見える絶対領域がエロすぎてフル勃起！思い切ってチ○ポを挟んで欲しいとお願いすると…（2023年10月10日、Hunter）
- 「絶対に目を開けちゃダメだよ」「開けなければずっとここで生活できるからね」義父は私に初めて売春をさせる時こう言いました。（2023年10月10日、Hunter）
- レズバトルプライド 23 泉りおん、有加里ののか（2023年9月29日、バトル）
- 「えっ誰？何？？怖いヤメてっ！」下校中の女子●生に紙袋被せていきなりレ×プ！ただただ怯えて動けない女子●生を圧倒的恐怖で中出しレ×プ！！（2023年9月12日、Hunter）
- 仕事が欲しくてAV制作会社の監督面接でやってきた女の子たちに行っていた職権乱用の一部始終…（2） 8名収録（2023年8月26日、JUMP）
- ママと喧嘩した家出○女 おじさんの良質な性教育で立派な女性になれました。 泉りおん（2023年8月22日、JUMP BEYOND）
- 「男なら誰でもいい」「小一時間だけでいいからおチ○ポ貸して」ストライクゾーンが果てしなく広い美人の同僚は上司も同期も部下も全部喰べ尽くす（2023年8月8日、Hunter）
- 「母が腰を悪くしてしまい…」家事代行サービスを頼んだら制服姿の女子○生がやってきた！しかもウブで超献身的！（2023年7月25日、Hunter）
- 「手でしてあげるから1日1回にして！」義妹と相部屋なのに毎日8回もオナニーしてたらバレた！怒った義妹は何を思ったか手コキするから1回にして…（2023年7月25日、Hunter）
- 漫研で逆オタサーの姫状態のボクはエロいことに興味深々のむっつり女オタ達に何度も射精させられた。　泉りおん、須崎美羽、園田かのこ（2023年7月11日、BALTAN）
- BWP Vol.75 BWPvsFGI 団体対抗戦 泉りおん、有加里ののか（2023年6月30日、バトル）
- 「コドモの体じゃ興奮しないんだよね？w」ボクを誘惑するデカ尻ロリっ娘は絶対に手を出してはいけない上司の娘、友達の妹、従妹…。イタズラ（2023年6月13日、Hunter）
- 男を虜にする隠れ淫乱地味女のフェラ沼！普段は大人しいけど酔うとヨダレが止まらず発情する後輩バイト女子の抜け出せないフェラ沼！酔うとヤレる！（2023年5月23日、Hunter）
- 「クリトリスの皮剥いてちゃんと洗わなきゃダメだよ！」ボクには年の離れた可愛い義妹がいるんですがセクハラしても強く断れないほど気弱な性格で…（2023年5月9日、Hunter）
- 『ゴム付けてエッチしても本当の童貞卒業じゃないんじゃない？ゴム取って本当の童貞卒業する？』地味幼馴染がまさかの提案！童貞で悩んでいるボク…。（2023年4月25日、Hunter）
- 「小さくてもチ○チン挟めるもん！」ちっぱいをバカにされた妹が必死のパイズリ！にはならず…チクコキに！でもチクコキが気持ち良すぎてイキそうに…（2023年4月11日、Hunter）
- 「お兄ちゃんおんぶして！気持ち良くしてあげるから！」おんぶに抱っこでボクを誘惑してくるミニ痴女従妹！数年ぶりに従妹と再会！昔と変わらず…（2023年3月28日、Hunter）
- マジックミラー号 ハードボイルド街行く女子○生がおま○こ丸出し拘束されたまま何度もイカされ絶頂潮吹き！人生初の快感に火照りが止まらない素人娘はデカチンを見せつけられると連続生中出しも拒めない！4（2023年3月9日、サディスティックヴィレッジ）
- いちゃはこっ！ 性格良すぎる美少女たち！ちっぱいドM娘 泉りおん、川菜美鈴（2023年3月3日、SUKESUKE）
- ちょっとどうかと思うほどロリ顔なアラサーおねえさん 性格もしぐさも超可愛いけど性欲もすごい… イキまくり＆ドM化チ●ポ堕ち 泉りおん（2023年2月28日、妄想族）
- 陸上部女子の汗だく尻にフル勃起！ユニフォーム姿の陸上部員の怪我の介抱とマッサージをする事になった補欠未満のボク。走るのは速くならないけど（2023年2月14日、Hunter）
- ヒロインピンチ20 ～美少女仮面オーロラ 終わりなき従属～ 泉りおん（2023年2月10日、GIGA）
- 人間観察モニタリング盗撮 ヌキ無しの健全店に勤めるエステティシャンばかりをナンパして、若年性EDと称して前立腺マッサージしてもらい勃起したデカチン見せつけたら 押しに弱い女子は本番させてくれるか隠し撮り（2023年2月7日、変態紳士倶楽部）

- ワンルーム住まいのボクが家庭教師を雇ったら現役女子大生がやってきて部屋で二人きり！しびれ薬飲ませて意識朦朧状態で中出ししまくり！その後は…（2022年12月13日、Hunter）
- パコ撮りNo.70 泉りおん（2022年11月12日、First Star）
- 泉りおんのMIXプロレス 27 泉りおん（2022年11月4日、バトル）
- 「お願いヤラせて！」「私のマッサージで3分間イカなかったら考えます」噂の神対応メンズエステのセラピストは美人でテクニックもサービスも完璧。（2022年10月25日、Hunter）
- 大人を舐めたクソガキJ○の生意気マ○コに激ピス種づけわからせ中出し（2022年10月25日、Hunter）
- 部活のマネージャーは部員たちの性奴●（2022年10月11日、Hunter）
- 1人称vs女子プロボクサー02 泉りおん、渚みつき、豊中アリス（2022年9月23日、バトル）
- 腹パンチ好き彼女とドキドキプレイ02 泉りおん（2022年9月16日、バトル）
- 性欲旺盛な生ハメ専用ロ●ィタちゃんとイチャラブSEX2本番！ゴム無し無慈悲激ピスで幼い体を思うがままに犯しまくる！（2022年9月12日、First Star）
- 恋人いちゃラブドキュメント Aカップ甘えんぼちっぱい泉りおんちゃんと1日イチャイチャデート 泉りおん（2022年9月6日、妄想族）
- 屈辱!! エンドレスドミネーションMIXボクシング1 泉りおん（2022年9月2日、バトル）
- 弟の彼女は寝取られ好きで勝手に興奮するエッチ大好き女 弟が留守中なので、弟の彼女と二人きり。普通に会話していたが、ふとした事で静まりかえる部屋…お互い急に意識しだして向こうも緊張でモジモジ。（2022年8月25日、SOSORU×GARCON）
- 目が覚めると…見下しマウント騎乗位で腰を振って勝手にイキまくってる後輩女子社員！出張先で相部屋になって超険悪！だったのに…（2022年8月9日、Hunter）
- 『ダメ！そんなに激しく突いたら声が出ちゃうよ…』彼が寝ている横で彼の親友と布団の中でバレないように濃厚スローセックス！お互い我慢できなくなり（2022年7月26日、Hunter）
- 豊胸エステでイカされ続けた気弱な乳首敏感少女（2022年7月26日、Hunter）
- 衝撃体験！秘技回春メンズエステを自宅に呼んだら勃起しすぎてブッ壊れるまでヤリまくり！！（2022年7月21日、SOSORU×GARCON）
- 『こっそり挿れちゃう？』休み時間の教室で周囲にバレない様にロングスカートの中で挿入したがるエッチな小悪魔クラスメイト女子！商業●校に入学…（2022年7月12日、Hunter）
- 椅子にまたがった逆座り尻（2022年7月12日、アロマ企画）
- 「おじさんとならいいよ」ワンルームに突然やってきた姪っ子が汚い家をお片付け！でもノーブラ乳首とプリケツが掃除をする度に見えてしまいフル勃起！（2022年6月28日、Hunter）
- ヒロイン洗脳Vol.27 ～秘密少女捜査官セーラーエージェントYUKI～ 泉りおん（2022年6月24日、GIGA）
- 僕は家庭教師 真っ昼間、教え子に誘惑されて犯されて、甘い匂いの香る密室での夢のような淫靡な時間…（2022年5月31日、思春期フィクショ）
- マングリポーズのお尻の穴の収縮とシワの本数までバッチリ分かるアナルひくひくオナニー 2（2022年5月24日、アロマ企画）
- 集団浣腸アクメ痴●（2022年5月12日、ナチュラルハイ）
- 女子○生公衆便所レ○プ（2022年5月10日、Hunter）
- おもらししてグチョグチョになったパンティを男の顔に押しつけ悦ぶ女性たち（2022年5月3日、アロマ企画）
- 「フェラするから感想だけ聞かせて」「私のフェラ気持ちいい？正直に言ってお兄ちゃん…」自分のフェラが本当に気持ちいいのか試したい義妹が…（2022年4月12日、Hunter）
- 黒パンストお姉さんの美脚をローションまみれにして戯れたい!!（2022年4月5日、アロマ企画）
- 新設小悪魔マッサージで感じちゃった僕。その1（2022年3月22日、アロマ企画）
- 闇に響く悲鳴 暴行魔あらわる（2022年3月15日、FAプロ）
- センズリ用 シコシコしながらじっくり見れる生ま○こと生アナル（2022年3月15日、アロマ企画）
- 腹パンチ好き彼女 02 泉りおん、園田かの子（2022年3月11日、バトル）
- 男女対決トップレスボクシング 02 泉りおん編 泉りおん（2022年3月11日、バトル）
- 強引な媚薬キスで口内感度が上がり失禁しながらベロイキするJ○義妹（2022年3月10日、ナチュラルハイ）
- 初めてできた清楚な彼女が実は超変態！童貞のボクは気持ちとチ○ポを弄ばれて快感中毒に！清楚で超可愛い彼女ができたボク…童貞を捨てるチャンス…（2022年3月8日、Hunter）
- 失神ルール男女混合ファイト07 泉りおん、音琴るい（2022年3月4日、バトル）
- 女子プロレスラードミネーション敗北 03 泉りおん（2022年2月11日、バトル）
- 月刊人妻専科エロカリ 第9号（2022年2月10日、プラム）
- 「覚えてる？昨日は嬉しかったよ！」朝起きたら部屋に下着姿の同期女子社員！2 いつも口うるさくてケンカばかりしている同期女子社員が甘えてきた…（2022年2月8日、Hunter）
- 中年男のドス黒い欲望 性的いたずら（2022年2月8日、FAプロ）
- 官能小説も嗜む、ちっぱい文学J系は露出好き!! 放課後のセルフ露出を覗かれてしまい、全裸冒険の羞恥指令に抗えず、視姦快楽の虜となり肉オナホ志願!! 泉りおん（2022年2月1日、山と空）
- 生徒会長は真性露出狂 ～男子垂涎のHカップ美少女編～ 泉りおん、逢見リカ（2022年1月18日、山と空）

- 芋ジャージを着るエロイ妹 りおんちゃん（2021年12月28日、思春期.com）
- チクニー（2021年12月21日、妄想族）
- 気弱なボクはAVを見たがるクラスの女子が家に来ても断れない…。しかもAVを見て勝手にエッチな気持ちになった女子がボクの股間を触ってきて（2021年12月14日、Hunter）
- どこへでもドア「キャー、エッチ！何でここにいるの！？早く出てってよ！」そのドアを使うとどこへでも行けるんです！そしてどこででもイケるんです！（2021年11月23日、Hunter）
- 「私以外の女でオナニーするのも許さない！」と束縛の激しい彼女。（2021年11月23日、Hunter）
- 校内淫スクグラム 校舎内限定の動画共有SNS『In school gram』（インスク）が生徒たちの間で大流行！（2021年11月23日、Hunter）
- 「娘には手を出さないで！」「それじゃあ…娘にだけ出してヤル！」母親の目の前で全身ドロドロになるまで顔射・喉射・中出しされ続けた娘（2021年11月23日、Hunter）
- 制服売春 わたしを買って下さい（2021年11月16日、FAプロ）
- 先輩と社内結婚したセフレを勤務中に呼び出し性処理させた中出しビデオ（2021年11月11日、ナチュラルハイ）
- 男はボク1人の学校の大掃除はパンチラ天国！見渡せば視界に広がる無数のパンチラに大興奮！2 去年まで女子校だった学校に編入したら男はボク1人！（2021年11月9日、Hunter）
- 鬼畜父の性玩具 彼氏との仲を引き裂かれた制服美少女 泉りおん（2021年11月1日、プラネットプラス）
- 国語・算数・理科・風俗 実写版 午後の授業は風俗と化す夢みたいな学校の話（2021年10月19日、無垢）
- コスプレ・ストリップ・ダンス・ショー始まるよ!（2021年9月28日、1113工房）
- 恥ずかしがり屋で超絶カワイイ義理の妹と付き合い始めてしまった僕…。初めて親がいない一泊二日…エッチするチャンス！朝から晩までヤリまくり！4（2021年9月28日、Hunter）
- 寝たふりして無防備に誘ってくる汗だく小悪魔妹！！家族がいない暑い夏の日、暑い暑いと汗をかいて濡れ濡れの妹のパンツ。ソソられてしまい目のやり場に困る俺を寝たふりして誘惑してくる！我慢できず少しならと触っていると…汗以外でもヌレヌレ！！（2021年9月23日、SOSORU×GARCON）
- 全裸メンズエステ 白金台店（2021年9月21日、SEX Agent）
- 素人男女モニタリング実験でゲッツ！！♀性欲満タン20代女子♂童貞なのにED「童貞チ◎ポお借しします」欲求不満なちょい痴女お姉さんたちと勃起しない童貞クンをラブホに2人きりにしたら筆おろし中出しまでしてくれるのか？密着ベロチューSEXで濃厚精子を搾精SP！！（2021年9月17日、ゲッツ!!）
- 「ダメお兄ちゃん」「違う！今はご主人様だろ！」メイドカフェで働く事になった義妹がボクとセクハラ接客練習！反応しまくる義妹に萌え萌えキュンです（2021年9月14日、Hunter）
- オジサンと家出してきた姪 泉りおん（2021年9月7日、BALTAN）
- 家出少女とオジサンの小さな恋の物語 泉りおん（2021年9月1日、プラネットプラス）
- 魔の媚肉激震貫通マシーン Part3 狂おしき絶頂地獄の操り人形たち（2021年8月19日、BabyEntertainment）
- 真面目だと思っていた地味で小柄な女子社員が…実はムッツリスケベのチ○ポ大好き娘！バレないように僕のチ○ポを机の下で握りしめ、勝手に手コキ＆濃厚フェラチオ！（2021年8月12日、SOSORU×GARCON）
- 『お兄ちゃん起きちゃったの？』ボクの初体験はまさかの妹…。大切にしていた童貞が…寝ている間に変態妹に奪われてしまった…。（2021年8月7日、Hunter）
- 嫁が出て行きました…そして娘が嫁になりました… 泉りおん（2021年7月27日、思春期.com）
- 女子がきゃっきゃ言いながらオナホ使ってみた（2021年7月19日、妄想族）

「そんなに激しく突いたらスイッチ入っちゃう！」ヤリマン義妹が童貞の追撃ピストンで本気イキ！（2021年7月19日、Hunter）
- 密室痴●2 逃げ場なく強引にイカされ抵抗できず犯られる女たち（2021年7月8日、ナチュラルハイ）
- 脇処理（2021年6月25日、妄想族）
- 残酷猟奇性拷問 忍 くのイチが号泣する肛虐処刑 episode-2 蓬莱千乃の発狂 泉りおん（2021年6月25日、BabyEntertainment）
- 娘晒しのガチキチ親父（2021年6月19日、妄想族）
- ヒロインハンター開発計画 美少女仮面オーロラ 聖なる戦士から生まれた悪魔、恐怖のオーロラハンター誕生! 泉りおん（2021年5月28日、GIGA）
- 痴女っ子J系の露出記録係に任命されました。泉りおん（2021年5月19日、山と空）
- 巨根ディルド装着して男みたいなオナニーにハマる女子たち（2021年5月19日、妄想族）
- 幼馴染と2人きりの王様ゲーム！ずっと好きだったけど小さい頃から一緒にいるから好きだとお互い言い出せない微妙な関係。（2021年5月19日、Hunter）
- 媚薬入り睡眠薬で昏睡状態の美少女たちに夜這い中出し1980！！8人8中出しVol.2（2021年5月7日、親父の個撮）
- 『えっ！？本当にボクでいいの？』狙いはボクの童貞チ○ポ！？お堅いクラスの学級委員長は実は童貞大好きまじめ系ヤリマンビッチだった！（2021年5月7日、Hunter）
- 密着ベロチュー×スロー腿こき（2021年4月19日、アロマ企画）
- 2穴同時指入れアクメ痴●3（2021年4月8日、ナチュラルハイ）
- 泉りおん、まるっと4時間おかされっぱなし（2021年4月2日、NON）
- 最終電車で痴女とまさかの2人きり！J○Ver向かいの座席でパンチラしてくる小悪魔女子○生の誘惑で勃起したらヤられた（2021年3月11日、DANDY）
- セックスするにはワケがある！勃起した患者をほっとけない 優しすぎる看護師10人（2021年3月11日、DANDY）
- 「やっと私で勃起してくれた…私だってこんなに興奮しているんだよ」と糸を引くほどビショ濡れのアソコを触らせてきた幼馴染に我慢できず…。（2021年3月7日、Hunter）
- 濡れ染みパンチラとマン汁垂れ流しオナニー（2021年2月19日、アロマ企画）
- サバゲー女子×腿こき（2021年2月19日、アロマ企画）
- 現代肉欲劇場 パパ大好き…（2021年2月13日、FAプロ）
- ちくび屋 超敏感Aカップ 無乳だけどそこが一番感じるの… 泉りおん（2021年2月11日、プラム）
- 「見舞いにきた女子○生のパンチラで勃起したら咥えない焦らしフェラでねっとり抜かれて超敏感になった亀頭を無理やりジュポジュポお掃除フェラされた」VOL.2（2021年2月11日、DANDY）

絶対にのってはイケない上司の娘（女子○生）からの危険な誘惑に我慢できなかったボク。（2021年2月7日、Hunter）
- ながら小悪魔 片手間でヌカされる快楽（2021年1月25日、アロマ企画）
- 女子○生 部活合宿セックス 和姦・夜●い・襲われ3P・風呂・着替え盗撮…他わいせつ動画多数 フル動画133分（2021年1月25日、ビッグモーカル）
- おっぱい丸出しの格好で自室を掃除する女子たち（2021年1月19日、妄想族）
- 「エッチの経験が少ないと彼氏引くかな…？一緒に練習してくれる？」幼馴染と恋愛相談NTR！（2021年1月19日、Hunter）

「そんなに締めつけたらまた中に出ちゃうって…」義妹の尻突き出し縦四方固めピストン騎乗位でマ○コから精子があふれるほど連続中出し！！2（2021年1月19日、Hunter）
- 平然を装い見事成功で賞金100万獲得！ オシッコ我慢中に彼氏へのナマ電話「ゼッタイ感じちゃダメッ！」トライ！イタズラ性感checkで足腰ガクブルしちゃう制服女子お漏らしアクメ（2021年1月13日、はじめ企画）
- 射精するならゼッタイに絶対領域のフトモモ!（2021年1月13日、アロマ企画）
- 温泉客が居ても浴衣の中の抱っこSEXで挿入して逃がさず何発も膣射させる痴女っこ（2021年1月8日、ナチュラルハイ）
- カードで決定! シャッフルオナニー（2021年1月7日、アロマ企画）

- ニーハイ・ミニスカ絶対領域チラ見せからのパンツ脱がないでオナニー（2020年12月19日、妄想族）
- 頭が真っ白になるほど錯乱する女体の逃げ場なき惨劇 くすぐり絶頂地獄拷問 TICKLING OVERDRIVE ECSTACY（2020年12月19日、BabyEntertainment）
- 濃厚フェラしてくれている女の子の緩んだ股間の奥に見えるパンチラで異様に興奮します! 2（2020年12月19日、アロマ企画）
- AV女優自画撮りオナニーコレクション 第五弾（2020年12月11日、V&R PRODUCE）
- 大好きな母と結婚した義父は鬼畜な人でした。 泉りおん（2020年12月4日、光夜蝶）
- ヒロイン VS 淫獣軍団 美少女戦士セーラーフロンティア 泉りおん（2020年11月27日、GIGA）
- 自画撮り 愛液ぴちゃぴちゃ全開マン擦りイキ狂いオナニー（2020年11月１５日、プリモ）
- 「絶対にコスるだけだからね!」 両親が不在の3日間、可愛すぎる妹の股間に素股で何度も兄のデカチンを擦りつけたら… ヌルッと生挿入! 焦らされ続きで溜まった性欲我慢マ○コは即イキ連発! 禁断の近親相姦ナマ中出し! 泉りおん（2020年11月1日、LUNATICS）
- 父子家庭のウチの良くできた可愛い娘を、疲れた俺は魔が差して押し倒そうとしてしまった。我に返った俺に娘は『お父さんなら…』と逆にM男になってしまうほど、責めてきた娘に骨抜きにされてしまう俺は毒親でしかない件（2020年10月30日、NON）
- 地味で真面目なお堅い娘は絶対に男慣れしてないと思いきや、隙だらけの淫乱気質を利用されアヘ顔晒す公衆便所として男たちに利用されている事を彼女は知らない（笑） 泉りおん（2020年10月30日、光夜蝶）
- 近所で可愛いと有名な子を飼ってます。 泉りおん（2020年10月30日、NON）
- 尻肉と肛門いかがですか?（2020年10月25日、1113工房）
- 真面目で常識的な合法ロリおねえさん ダメダメ言いながらもビクビク反応 目は虚ろヨダレ垂らしてチ●ポ堕ち！ 泉りおん（2020年10月25日、妄想族）
- クリトリスの位置を覚えた妹が布団の中で丸まってオナニーしていて堪らない…（2020年10月22日、ナチュラルハイ）
- 【自撮り】踊りながら全裸になる女の子たち（2020年10月19日、妄想族）
- ベッドでゴロゴロしてたらなんとなく体がうずいてしまい、そのままオナニー始める女の子たち（2020年10月19日、妄想族）
- 童顔清楚で一見真面目なムッツリ女子大生！性感開発で乳首イキして絶頂する姿を個撮しました。 りおん 泉りおん（2020年10月13日、BALTAN）
- 丸出しストリップ・ダンス・ショー始まるよ!（2020年9月25日、1113工房）
- 『すごい～！お兄ちゃんの大きいおちん○んが挿ってくる！』超ウブでまだまだ子供だと思っていた妹が両手で支えるほどの大きいボクのおちん○んを…（2020年9月19日、Hunter）
- 義妹を家庭内ストーカー！我慢できずに危険日中出し13連発！2 親が再婚し同じ家で暮らすことになった義妹。（2020年9月7日、Hunter）
- 輪●懇願変態ロリ娘（2020年9月7日、Hunter）
- 調教肉便器 ～卑劣なイラマチオ性奉仕奴隷地獄～ 泉りおん（2020年9月4日、h.m.p）
- 駅弁中出しJ○痴●4 学校内で空中絶頂しまくりSP ～図書館、教室、トイレ、体育倉庫～ 総勢12名総集編付き2枚組 豪華版（2020年8月27日、ナチュラルハイ）
- 全裸鑑賞8（2020年8月27日、妄想族）
- 『パンツ（綿パン）越しでいいから勃起チ○ポ挿れさせて！』大人になりたがっている姪っ子にお願いしたら『それくらいなら…』（2020年8月19日、Hunter）
- 痴●総決起集会2020 超豪華版 撮り下ろし10作品 完全［中出し］スペシャル（2020年8月13日、ナチュラルハイ）
- どエロい夢を見ていた娘は、寝言で淫語を連発。心配なので起こしてみると寝ぼけたまま、俺を襲ってきた。可愛らしい娘からは想像できないほど、俺のチ●ポを弄び、夢見心地のまま精魂尽き果てた俺（2020年7月31日、NON）
- 巷でウワサのAVデビューした会計事務所で働くOLさんは、幼い顔つきに似合わず、アヘ顔になるほど敏感なドスケベ女子 泉りおん（2020年7月31日、NON）
- だれとでも定額挿れ放題！月々定額料金さえ支払えば、校内の女子生徒や女教師でも誰でも挿れ放題！中出しし放題！（2020年7月19日、Hunter）
- センズリのお手伝いして下さい！ 可愛い女の子に握らせて射精するまでシコらせch9（2020年7月10日、ブリット）
- 俺をバカにする女に復讐イラマチオ（2020年7月9日、AKNR）
- セックスよりも気持ちいい 高○生の初めての口内射精 フェラチオ優等生15人 第2巻（2020年7月9日、桃太郎映像出版）
- ヒロインハンティング 強獣戦隊ワイルドレンジャー 狩猟ゲームの獲物にされたワイルドホワイト 泉りおん（2020年6月26日、GIGA）
- おち●ぽのにおいってどうですか？（2020年6月19日、妄想族）
- 女子校生イキ過ぎ激ピストン ディルドオナニー（2020年6月15日、プリモ）
- ここなら絶対バレないよ。ねぇ先生、エッチしよ♡（2020年6月12日、ヒメゴト）
- 女子○生限定 彼女さん！彼氏のチ○ポ当ててください！！ in マジックミラー号（2020年6月11日、SODクリエイト）
- やってはならない 中年男の 性的いたずら（2020年6月1日、FAプロ）
- しゃがんだお尻の穴の収縮とシワの本数までバッチリ分かるアナルひくひくオナニー 2（2020年5月25日、アロマ企画）
- パパとせっくす 泉りおん（2020年5月12日、K-Trib）
- ＜完全主観＞かわいい彼女とラブラブキス体験 2人っきりでねっとりキス手コキ 2（2020年5月8日、AKNR）
- 神パンスト 泉りおん（2020年5月8日、親父の個撮）
- 税理士事務所で働くOLさん 真面目で常識的な合法ロリおねえさんを責めまくり、焦点合わなくなるまでガクガクチ●ポイキさせた！ 泉りおん（2020年4月25日、妄想族）
- 中年男のあこがれ 幼妻（2020年4月13日、FAプロ）
- ペキン松山陥落 地獄に堕とされた女戦士 泉りおん（2020年4月10日、GIGA）
- 極限アナル解禁 浣腸噴射! 連続イカセ! 3穴中出し! 泉りおん（2020年4月9日、ナチュラルハイ）
- 優等生ドS妹ギャップ性交 泉りおん（2020年4月7日、K-Tribe）
- 接吻SEX 狂おしき絡み合い（2020年4月1日、FAプロ）
- おとなのおじさんと（2020年3月28日、ビッグモーカル）
- ヒロイン悶絶テクニシャン魔人 美少女戦士セーラーアリス 泉りおん（2020年3月27日、GIGA）
- 妹の友達はヤリマン小悪魔！わが家に遊びに来てミニスカパンチラで僕を誘ってくる。妹の居ない所でハメ撮りOKしてくれたからバイブと絶倫チ○コ激ピストンで死んでもらいました。（2020年3月26日、SWITCH）
- コンドームが脱げるほど媚薬でキツマンになった女子○生を無断で（ゴムごと）生ハメ（2020年3月26日、ナチュラルハイ）
- ちっちゃな女の子を囲んでネチネチ痴●する卑劣巨漢集団（2020年3月26日、ナチュラルハイ）
- ローションぬるぬる透け透けスク水で全身密着!!（2020年3月13日、アロマ企画）
- セ・レーヌの星 拷問地獄 泉りおん（2020年2月28日、GIGA）
- センズリ用 シコシコしながらじっくり見れる女子○生のおま○ことアナル（2020年2月25日、アロマ企画）
- 「こんな母でごめんなさい…。」 私、あなたの連れ子に犯●れてます…。（2020年2月14日、SCOOP）
- クリトリスの形が浮き出るようにパンティの素材や薄さにこだわったパンツ越しオナニー（2020年2月13日、アロマ企画）
- 新 淫乱淫語ディルドオナニー スケベ汁でおま○こグッチョグチョ! 2（2020年2月13日、アロマ企画）
- 淫乱母娘ナンパ やっぱり親子！恥らいイキまくり！！11（2020年2月10日、ホットエンターテイメント）
- ちっぱいポリアモリー 狂熱イキ狂い中出し「彼女が突然、複数の人を愛してしまうと告白してきた時、ボクは彼女を本当に愛せるのか… 」 泉りおん（2020年2月7日、桃太郎映像出版）
- ビンカン乳首と敏感チ○ポ 乳首コキでお互いすぐイッちゃう2人（2020年1月25日、アロマ企画）
- チ○ポにまたがるイキ狂いピストン杭打ちディルドオナニー（2020年1月15日、プリモ）
- パンツ越しの素股&尻コキ 接触部がよく見えるように男子もブリーフ着用! Part.3（2020年1月13日、アロマ企画）
- 緊縛覚醒制服美少女M 泉りおん（1月10日、NITRO）
- 抑えきれないフェラ欲でよだれダラダラ！？チ○ポをジュルジュルフェラする女（1月9日、アキノリ）

- 淫獣猟奇倶楽部 ～妖艶美少女イキ地獄～ Part 4:生贄の純血女肉を嬲り尽くす姦淫処刑 泉りおん（2019年12月25日、BabyEntertainment）
- ナチュラルハイ20周年記念作品 こんな野外で？！こんな場所で？！顔射後も止めない突然の笑顔しゃぶりで連続2回おねだり女子○生 20人スペシャル全40発射！（2019年12月12日、ナチュラルハイ）
- あなたよりエッチな知り合いを紹介してください！スケベな子の友達はヤリマンのハズ！誰が見ても何度ヤってもエロい‘すべらない女子’をハメ倒す！（2019年12月10日、ホットエンターテイメント）
- 「ねえ、もっとエッチなことしなくてもいいの？お兄ちゃん…」エスカレートする妹の誘惑！妹はボクの事が大好きで、ボクが喜ぶ事は何でもしてくれます…（2019年12月7日、Hunter）
- 美少女仮面オーロラVS絶倫怪人メカゼツリンガー ～悪党に穢された美少女仮面～ 泉りおん（11月22日、GIGA）
- 痴●泣き寝入り娘2 拒絶しながらも半べそ顔でイってしまった黒髪女子○生（2019年11月21日、ナチュラルハイ）
- こっそりこそこそ丑三つ時 夜●い（2019年11月13日、FAプロ）
- 打ち水媚薬でびしょ濡れ発情した学校帰りの部活美少女が野外で何度もイキ漏らし（2019年11月8日、プレステージ）
- 素人セーラー服生中出し（改） 泉りおん（2019年11月7日、プラム）
- 女子学園生着替え盗撮 制服やブルマ姿の若い女の初々しい裸を盗み取って楽しむのが俺の趣味。今日もソソられ盗撮していると…俺に気がついていないと思っていたら、なぜかカメラ目線をしてくる女子！？（2019年11月7日、SOSORU×GARCON）
- 中年男の下卑た欲望 性的いたずら（2019年11月1日、FAプロ）
- 駄菓子屋おじさんとかくれんぼ（2019年10月25日、I.B.WORKS）
- 壁押しつけ駅弁プレス 膣奥を突かれホールド絶頂しながら中出しを求める姪っ子（2019年10月24日、ナチュラルハイ）
- 超生意気な同期の女子社員が実は超欲求不満！？ボクのチ○ポにツンデレイキ！！（2019年10月19日、Hunter）
- ディルドオナニーを見られた人妻は自分に欲情している弟の視線を拒めずにそのまま近親相姦気まずい中出し（2019年10月18日、ゲッツ!!）
- AV女優 裸コレクション 第十弾（2019年10月11日、V＆R PRODUCE）
- 可愛くて優等生の部活美少女に利尿剤を飲ませ恥ずかし着衣お漏らし！！からのダメ押し羞恥クンニ中出しSEX!!（2019年10月11日、プレステージ）
- 動作速度が10分の1になるなまけものタイマーを手に入れたのでオレを毛嫌いする美少女J◎に試してみると…（2019年10月11日、プレステージ）
- キスに興味を持った姪っ子にやり方を教えてあげたら暴走して獣のようなディープキス騎乗位でイカされた（2019年10月10日、ナチュラルハイ）
- マンション型高級個室メンズエステのソソるオイルお姉さん 疲れを癒してもらおうと大枚はたいて人気のセラピストにお願いすると…並々ならぬ乳首攻めからの本番穴エステ！（2019年10月10日、SOSORU×GARCON）
- あの頃、制服美少女と。 泉りおん（2019年10月4日、ドリームチケット）
- 最強属性35 泉りおん（2019年9月27日、最強属性）
- 妹に彼氏ができた。嫉妬に狂い休み時間に中出しし続けた。 桃色かぞく 泉りおん（2019年9月26日、SODクリエイト）
- 素人男女モニタリング実験でゲッツ！！部活帰りの先輩J●×後輩DT男女学生が2人きりで密室王様ゲームに挑戦！電マ・くすぐり・チ●コ輪投げなどのH命令に恥ずかしがりながらも興奮が隠し切れない！（2019年9月20日、ゲッツ!!）
- 『痴漢 ありがとう水』で検索すると出てくる混浴温泉に何も知らないスク水美少女が入ってしまい待ち伏せ中の痴漢ワニたちに中出しされ…（2019年9月20日、ゲッツ!!）
- 『その無防備パンチラはもしかしてわざと？』ボクが働いているパン屋でバイトしている女子○生は、制服姿のままバイトしていて可愛いさ三割り増し！（2019年9月19日、Hunter）
- 微乳美少女は、彼氏の親戚たちの共同所有物 泉りおん（2019年9月13日、オーロラプロジェクト）
- デカチンを無理矢理挿入され痛くて泣いちゃったけどゆっくり動かしてたら徐々に感じ始め最後は涙目でイキまくったキツマン少女（2019年9月12日、ナチュラルハイ）
- ソソる女子○生のパンティが見たい！着替えを覗きたい！どうしても我慢出来なくなったボクは「禁断の花園」全寮制の女子寮についに侵入！「ああ、思いっきり舐め回したい！ぶっ刺したい！」と思っていた時に、とうとう見つかってしまい万事休す…（2019年9月12日、SOSORU×GARCON）
- 性・奴● 泉りおん（2019年9月7日、FAプロ）
- 秘密少女捜査官 セーラーエージェントYUKI 泉りおん（2019年8月27日、GIGA）
- 「お父さん大好きだよ…」単身赴任で離れ離れで暮らすことが決まった大好きな父に別れを惜しんでベロキス密着中出しSEX！3（2019年8月9日、V＆R PRODUCE）
- 野ション尻に我慢できず無理やり即ハメ！媚薬チ○ポを抜いてもらえず何度も痙攣イキする女子○生（2019年8月8日、ナチュラルハイ）
- 『私もう子供じゃないよ…胸は小さいけど乳首はすごく感じるんだから…』成長が止まっておっぱいがいっこうに大きくならない幼馴染（2019年8月7日、Hunter）
- デカ尻家政婦 突き出しデカ尻舐めくり回し痴●（2019年8月7日、アパッチ）
- 素人女子大生が童貞君とくちSEX！キス未経験男子にキス好き女子がDキス、舌吸い、舌挿入、舌激ピストン！顔中よだれまみれで恍惚絶頂！下のお口も濡れ濡れになってま●こでも生中童貞筆おろし！！（2019年7月26日、赤面女子）
- 夏休み日焼け美少女公衆トイレレ●プ（2019年7月26日、I.B.WORKS）
- 絶対にバレてはいけない秘密の関係。自分を好きすぎるけなげなひよこビッチにところかまわず誘惑されて…（2019年7月25日、ひよこ）
- オモチャのように扱われ、好きでもない男にひたすら輪●される女たちは、抵抗するのをあきらめ、ただただ時間が過ぎるのを待っている…。（2019年7月19日、HHHグループ）
- えっ？ノーブラ？ポッチ（乳首）ピンコ勃ちで形くっきりの幼馴染の超敏感乳首をイジり倒したら失神寸前エビ反り連続爆イキ！！（2019年7月19日、Hunter）
- 制服待ち合わせデリヘル 素股中にヌルっと挿入 そのまま生中出し Vol.005（2019年7月12日、BAZOOKA）
- 「ダメ…動かしたら挿っちゃう…！」義妹と一週間の寸止め素股生活で我慢できなくなりヌルヌルズボッ！生挿入＆生中出しでエビ反り連続爆イキ！超カワイイ義理の妹と突然の新生活。(2019年7月7日、Hunter）
- ポロリ確定！アソコで感じて当てまSHOW目隠し素股ゲーム（2019年7月7日、HHHグループ）
- ザ・面接VOL.162 ケツの穴 指4本とか 子宮コリコリとか 出るもん全部だせや～（2019年6月30日、アテナ映像）
- 激カワ10代学生バイト嬢在籍店 都内沿線ピンサロ 裏オプの本番サービス 制服系風俗はヤレる！！(2019年6月28日、HHHグループ）
- 虐待家族 泉りおん（6月14日、REAL）
- 「お母さんにはナイショだよ…」 隠れてマイクロビキニを試着する新しい娘を発見! 心配する義父を挑発し、いきなり密着ベロキス! カラダを全身舐め尽くしおねだり生挿入! 何度も中出し強要!（2019年6月14日、V&R PRODUCE）
- 義妹のおかげで毎日エッチなことができています。 親が再婚し一緒に住むことになったひきこもりの義兄は性欲モンスター! 2（2019年6月7日、Hunter）
- 飲まされた媚薬が効きすぎてショーパンの隙間から漏れるほど膣分泌液が止まらなくなる姪っ子（2019年6月6日、ナチュラルハイ）
- 午前10時 学校どうしたの…りおん 泉りおん（2019年5月25日、ビッグモーカル）
- 【完全撮りおろし】 変態おじさんが秘かに撮り続けた珠玉の手コキ・フェラ映像を一挙公開。ひよこ女子13人24射精400分SPECIAL!（2019年5月23日、ひよこ）
- スーツの似合う働く美女限定! マジックミラー号透け透けスーパー銭湯 2 仕事で疲れたOLさんが職場の同僚と2人っきりでシースルー混浴体験（2019年5月23日、ROCKET）
- 一度イったら離さない!? 欲しがりホールドでボクのチ○ポを求めてくる寂しんぼ淫乱妹!!（2019年5月19日、Hunter）
- しゃぶり009 セックス後のやる気がないフニャちんをお掃除フェラで優しく舐めまわし2度ヌキする9人の天使たち（2019年5月7日、パコパコ団とゆかいな仲間たち）
- 掘り出し物ロリ系美少女!!!回転すし屋アルバイト いずみちゃん　泉りおん（2019年5月1日、AV）
- HEROINE陵辱倶楽部 14 美少女戦士セーラーディアナ 泉りおん（4月26日、GIGA）
- 新 田舎のお嬢様学校の女子○生をさらってレイプ、射精直前に「お前より可愛い娘を今すぐ電話で呼ばないと中出しするぞ」と脅して友達を連れてこさせてその娘もレイプ、そして結局全員にナマ中出し! 2（2019年4月25日、サディスティックヴィレッジ）
- 羞恥 生徒同士が男女とも全裸献体になって実技指導を行う質の高い授業を実践する看護学校実習 2019（2019年4月25日、サディスティックヴィレッジ）
- 家族がいるのに大好きな叔父さんの膝の上でこっそりチ○ポ挿入そのまま中出しまでさせてしまう姪っ子 2（2019年4月25日、ナチュラルハイ）
- 「一度でいいから揉んでみたい!」 黒パンスト穿いた制服姿のデカ尻娘に父が睡眠薬を飲ませて、夢の豊満尻を堪能し何度も中出し! 2（2019年4月12日、V&R PRODUCE）
- 眼鏡腐女子●生の変態妄想性行為となまなかだし VOL.001（2019年4月12日、BAZOOKA）
- 素人ヘアヌード大図鑑 〜二十歳の美少女編（2019年4月12日、S級素人）
- マジックミラー号ハードボイルド 制服女子○生を「ファッション誌のSEX特集です」とナンパ「チ○ポのにおいを消すキンタマパックを覚えませんか?」と言ってガチ勃起大人デカチンを握らせたら純情娘がまさかの発情!中出しまでしちゃうなんて!!（2019年4月11日、サディスティックヴィレッジ）
- 自画撮り投稿 乳首を乳念に愛撫し続けてからの自慰2（2019年4月8日、JADE）
- 卒業式にラブホテルで義母と義父に弄ばれる娘（2019年3月1日、CONE MORE）
- 放課後肉便器 12人目（2019年2月25日、豊彦）※「神田あいる」名義
- 一般男女モニタリングAV 徹底比較!「愛情VS巨根」 仲良しカップル限定 『ハプニングが起きてもずぅーっとディープキスを続けられたら100万円』 彼氏とイチャラブキス中のJD彼女にいきなりデカチン寝取り即ハメ!! 彼氏の短小ち○ぽでは届かなかった子宮の奥を激突きされイキまくった彼女は最愛の彼氏の目の前で中出しまで受け入れてしまうのか!?（2019年2月19日、ディープス）
- 素人中出し専用いいなり受精生人形（2019年2月10日、メガハーツ）※「天野みずき」名義
- 陸上部所属のレーシングブルマ穿いた新しい娘に媚薬を飲ませると興奮し過ぎてまさかの角オナニー開始!淫らに腰をクネらせながらイキ狂うデカ尻娘が義父を押し倒し馬乗り生挿入!効果抜群過ぎて一度の射精では満足できず何度も中出し懇願! 2（2019年2月8日、V&R PRODUCE）
- 黒髪童顔ギャルたちのぴっちぴち美脚にぶっかけ!（2019年1月26日、シャーク）
- マジックミラーごしの欲望。テレビ番組や映画で話題になった本物の見学クラブで(店員にばれないように)ひよこ女子と無許可本番ヤりまくり!（2019年1月10日、ひよこ）
- コスプレイベントの会場のトイレで僕の後に入ってきたヤツの様子がおかしい… 個室は全て故障中、小便器の前で何やらモジモジ、異変を感じ股間を見るとチ○チンがない!?!「女子トイレに行け!」と言うと「オ、オレ男だから!」と言い張りながらも無念のお漏らし!そんな状態にソソられ興奮した僕が小さな胸を触ってしまうと「男だよ、やめろよ…」と吐息交じりで感じ出す…そのままコスプレ女子とエッチしちゃいました!!（2019年1月10日、SOSORU×GARCON）
- マジックミラー号 全国各地で見つけた本物芸能人級の素人娘にコスプレさせて、綺麗な顔を顔射で汚しちゃいましたSP 10人10本番!（2019年1月10日、SODクリエイト）
- 完全プライベート映像 ちっぱいS級女優・泉りおんと二人きりで1日ラブホでハシゴハメ 泉りおん（2019年1月7日、パコパコ団とゆかいな仲間たち）

- センズリのお手伝いして下さい! 可愛い女の子に握らせて射精するまでシコらせch 5（2018年12月10日、ブリット）
- ナンパ連れ込みSEX隠し撮り・そのまま勝手にAV発売。する別格イケメン Vol.14（2018年12月7日、綜実社）※「しほ」名義
- 乳首こねくり回し身体測定で発情しまくり女子9人!（2018年12月7日、Hunter）
- アナタイロニ染メラレ 泉りおん（2018年11月27日、FIRST STAR）
- 引きこもりの娘は昔のままのAカップ! そして無職になったお父さんとの真っ昼間、親子水入らず2人っきりのいやらしい時間!! 泉りおん（2018年11月27日、思春期フィクションR）
- 「せんせい、おっぱいちっちゃいー」と園児に言われ恥ずかしい思いをしている現役ちっぱい保育士の皆さん! 小さいながらもすごく敏感なピンク乳首を童貞君に吸わせてもらえませんか? コンプレックスのおっぱいを嬉しそうに吸う童貞君に母性本能出まくりで、たくさん甘えさせながら筆おろし! 何度も中出しさせてくれました!（2018年11月23日、赤面女子）
- おっぱいモミモミ!お尻スリスリ! 女子●生限定! カラダを触った痴漢男を当てろ! 痴漢したのは誰だ!?クイズ（2018年11月19日、HHHグループ）
- 「お兄ちゃん、もしかして私のこと避けてるでしょう?」 「バカその逆だよ!どストライクなんだよ(※心の声)」（2018年11月19日、Hunter）
- 絶対に逃げられない! 壁際膝立ちバックハードピストン痴漢 2（2018年11月7日、アパッチ）
- 変態ロリコン倶楽部 泉りおん（2018年11月2日、h.m.p）
- 【大人を弄ぶ痴女ロリータ】 教え子の美少女が僕のチ●ポを弄んで快楽支配! 今では彼女専用の下僕です。。。（2018年10月12日、ゲッツ!!）
- スーパーボールすくいに夢中で無防備な胸チラを連発するお姉さんに固定ローター装着させたらどうなる?（2018年10月12日、ゲッツ!!）
- ガチンコ素人応援プロジェクト 気がかりな童貞弟を残し他家に嫁ぐ心優しいお姉ちゃん。 婚約者との初夜を迎えるその前に、二十年来、貴方を想い続けた弟を近親相姦筆おろししてください!（2018年9月28日、赤面女子）
- 自転車通勤するタイトスカートOLを野外軟禁! 自転車拘束痴漢で強制アクメ!! 快楽で痺れたマ●コにヤリ捨て中出し!!（2018年9月28日、ゲッツ!!）
- ちっぱいの妹が家の中では無防備で胸チラ&パンチラ連発!童貞の僕は欲情してしまいガン見していると「おにいちゃん、今見てたでしょ!?」と急に恥ずかしがり赤面!「私の見たんだから…おにいちゃんのも見せてよ…」と性に興味を持ち始めた思春期貧乳妹と親には内緒で近親相姦童貞喪失中出しSEX!（2018年9月28日、TMA）
- 「えっちに興味あるんですけど、処女なんです…」 コンドーム自販機で避妊具を買っていた女子○生にインタビュー（2018年9月20日、SODクリエイト）
- つるぺた清楚ロリJ●なのに超淫乱ビッチ!!敏感すぎる乳首をこねまわされ野外SEXでアクメ昇天www大人顔負けの大量マン汁噴出でイキまくり!!変態ドMサセ子だったことが判明w 泉りおん（2018年9月19日、山と空）
- 親がいない日、僕は妹とむちゃくちゃSEXした。 泉りおん（2018年8月24日、I.B.WORKS）
- 僕の代理で実家の法事に帰った妻が泥酔しDQN巨根の親戚たちに4P寝取られてしまい悔しいのでそのままAV発売お願いします（2018年8月24日、ゲッツ!!）
- 半分、清らか。半分、淫ら。 あどけない美少女のピュアでエッチなSEX（2018年8月13日、S-Cute）
- ピンク病院の噂は本当だった!入浴補助のド助平ナースに鬼パコ!金玉スッカラカンになるまで絶倫ザーメン連続射精!!!（2018年8月10日、ゲッツ!!）
- マジックミラー号 もうすぐ夏休み! 田舎で育った夏服女子○生がはじめてのオモチャで激イキ絶頂体験! 2 史上最高レベルの女子○生10人中10本番スペシャル!（2018年8月9日、SODクリエイト）
- 【極限寸止め】 真面目な図書館司書の女の子が寸止めされまくって痙攣しながらガチイキ 3 泉りおん（2018年7月26日、アキノリ）
- 素人娘のフェラチオが上手すぎる!! 4（2018年7月20日、OFFICE K'S）
- AAカップ ぺちゃパイ妹 ラブラブ中出し近親相姦♡　泉りおん（2018年6月26日、ケートライブ）
- 駐輪場いたずら猥褻（2018年6月22日、I.B.WORKS）
- 若者のセックス離れって本当!? 街で見かけた一般の男女に謝礼でキスのお願い!その後二人っきりにさせたら謝礼なしで進展はあるのか!? 2（2018年6月10日、ホットエンターテイメント）
- 私、新人看護師なのに不妊治療センターの精液採取室に配属されました… 2（2018年6月7日、サディスティックヴィレッジ）
- ココロが求め合ううれしはずかし快感SEX（2018年6月1日、S-Cute）
- ち、乳首でこんな簡単にイクの!? 神経むき出し、ガクブル超敏感おっぱい! 常にいじくり中出し 泉りおん（2018年5月25日、ジェントルマン）
- 集合団地の日焼け美少女（2018年5月25日、I.B.WORKS）
- 一般男女モニタリングAV 1発10万円! 放課後の連続射精クラブここに発足! 渋谷で声をかけた女子○生と応募で集めた童貞おじさんがラブホテルで初対面の即ナマ性交! 性欲の溜まった絶倫童貞チ○ポを腰振り騎乗位で完全筆おろし! キツキツオマ○コへの射精は1発では収まるわけがない! 終わらない連続中出し!! 4組合計14発!（2018年5月7日、DEEP'S）
- 貧乳ミニマム美少女と中出しセックス 低身長148cm! めちゃカワおっぱいAAカップ! 泉りおん（2018年4月24日、ケートライブ）
- クリトリスが3つある女の子 乳首でイっちゃう超敏感ちっぱい娘 泉りおん（2018年4月20日、OFFICE K'S）
- 素人のお姉さん!! 「チ○ポを洗う」お仕事してみませんか? 5（2018年4月20日、OFFICE K'S）
- 濡れ顔ガン見手コキ（2018年4月20日、OFFICE K'S）
- 一般男女モニタリングAV 2人っきりの密室で男女の友達同士が性のお悩み相談 大学で一番可愛い女子大生とデカチンすぎて断られ続けて未だに童貞の男友達が筆おろしミッションに挑戦! 彼氏よりも大きいチ○ポに驚きながらも好奇心で優しく受け入れたオマ○コは即座に大絶頂! イッても止まらない抜かずの童貞がむしゃら巨根ピストンデ何度ものけぞりイキ 合計55回!!（2018年4月19日、DEEP'S）
- 週末の学校が好き… 泉りおん（2018年4月13日、宇宙企画）
- 予備校に通う地味でマジメな女子○生をレ○プしながら全身を媚薬漬けにしたら、こっちが引くほど痙攣・潮&泡吹き・失神しまくった! 6（2018年4月12日、サディスティックヴィレッジ）
- 転校初日、性欲処理大臣に任命されちゃったボク。（2018年4月7日、ムーディーズ）
- 完全ノーカット撮影 新本気で何度もイキまくるディルドオナニー 4（2018年4月6日、DILDOS）
- 「手」を積極的に使うフェラチオ（2018年4月6日、OFFICE K'S）
- つるぺたA フェラチオが日常の世界で妹にシャブられ続けるボク。 泉りおん（2018年4月1日、ムーディーズ）
- マジックミラー号ハードボイルド ミラー号ロケでMCの練習台にされリハーサルで本番同様に電マで攻められナマ中出しセックスまでヤラされても『ミラー号の監督になるには何事も経験が一番大切なんだぞ』と言われたら泣き寝入りするしかないサディスティックヴィレッジの女AD（2018年3月21日、サディスティックヴィレッジ）
- 笑顔で照れるところが可愛くて! 敏感連続イキまくり りおん 泉りおん（2018年3月19日、MARRION）
- アナル舐め舐めメイド 泉りおん、椎名そら（2018年3月13日、MOODYZ）
- 「誰にも言わないで!!」 デリヘル嬢として再会した昔の知り合いに本番をお願いしてそのまま生中出し（2018年3月9日、ケイ・エム・プロデュース）
- ガン反りチ○ポをチロチロ責めて弄ぶフェラチオ大好き制服美少女。 泉りおん（2018年3月1日、無垢）※「まりん」名義
- 『神・展・開!!』 6 偶然見かけた「目が奪われる瞬間」に、その後があるとしたら…。（2018年2月23日、MAGIC）
- 私を犯した男が目の前で違う誰かを犯している（2018年2月9日、ケイ・エム・プロデュース）
- 【鬼シコ注意】 ちっぱいぴ〜ぷる 泉りおん（2018年1月19日、チキチキカマー）
- 顔出し!働く美女限定 ザ・マジックミラー 街頭調査! 職場の同僚同士が2人っきりの密室内で初めての相互オナニー♡ 2 in池袋 誰にも見せたことのない公開オナニーで疼きだした同僚を間近で見てしまった男女は理性を保てず性欲のままにSEXしてしまうのか!?（2018年1月19日、DEEP'S）

- 新人! kawaii*専属 奇跡の超敏感AAカップ 元アイドル研究生 泉りおん AVデビュー（12月13日、kawaii*）

### VR
- 僕だけに見える透明痴女≪スケルトンスケベ≫ 泉りおん（2024年4月18日、SODクリエイト）
- M男面接 上から目線の痴女によるオナニー鑑賞ハラスメント 泉りおん（2024年3月29日、AQUA）
- ケモミミぺロペロフレンズ（2024年2月16日、AQUA）

- 中出しする度、慰謝料払えや！と財布と金玉が空になるまで何度も中出しさせるオヤジ狩り女子校生ハーレム 泉りおん 須崎美羽 園田かのこ（2023年9月22日、AQUA）
- エッチなことに興味が出てきた妹がじーっと見つめてくる 泉りおん（2023年4月7日、AQUA）
- 幼馴染にオナニーをしている姿を見られて逆らえなくなったけどそれはそれでよかった話 泉りおん（2023年3月24日、AQUA）

- 床オナ派に贈るオカズVR（2022年11月18日、CASANOVA）
- 売られたアイドル候補生・りおん 泉りおん（2022年5月20日、ワンズファクトリー）
- 女性の身体のパーツを目の前でガン見する vol.3（2022年3月24日、1113工房VR）
- グイグイ近付く! ズンズン迫る! 接写フェラチオVR 呼べばどこでもしゃぶってくれる癒しの温泉J○コンパニオン（2022年2月11日、ナチュラルハイ）

- 町内会長による田舎美少女野外いたずら日記 松本いちか 泉りおん 宮沢ちはる 皆月ひかる（2021年5月28日、TMA）
- 放課後の教室で女子生徒のアナルから噴射する牛乳が顔面にブッかかりまくる! 牛乳浣腸ぶっかけVR 泉りおん 新田みれい（2021年4月29日、SODクリエイト）
- 女性がフルーツを食べるだけのVR（2021年4月23日、1113工房VR）
- 制服美少女と性交 ver.VR 泉りおん（2021年4月16日、ドリームチケット）
- スカートの中に潜りたい（2021年1月8日、1113工房VR）

- 女尻オナニーVR（2020年12月21日、ケイ・エム・プロデュース）
- パンツ上まんぐりオナニーVR（2020年12月7日、ケイ・エム・プロデュース）
- 女子校生による顔騎VR（2020年10月10日、ケイ・エム・プロデュース）
- 女子校生の口移しVR（2020年10月3日、ケイ・エム・プロデュース）
- どうあがいても終わらない絶頂ループ 心臓がギュッと搾り取られる逆監禁Play 泉りおん（2018年9月23日、ケイ・エム・プロデュース）
- 水風船屋の思い出。 ノーモザイク 超高画質 HQ 4K60p（2020年9月10日、ガン見隊）
- 無垢美少女J●をクロロホルムで眠らせ拉致監禁、脅して無理矢理レ●プしました。 泉りおん（2020年7月31日、CASANOVA）
- モザイク無し！！ワレメ食い込みオナニー（2020年6月30日、プリモ@VR）
- ぬるぬるオマ○コ舐めたい（2020年2月6日、プリモ@VR）

- よだれタラタラ 唇・舌・喉VR（2019年12月16、プリモ@VR）
- 美少女のおもらし（2019年11月28日、TMA）
- ボートデート ボート漕ぎパンチラ HQ（2019年10月18日、ガン見隊）
- 新・真下からパンチラVR（2019年9月20日、ROOKIE）
- 目の前で赤くほてったイキ顔ドアップVRバックから挿入されて腰振りSEXで突かれながら連続絶頂のイキ顔をカメラの前でドアップ収録（2019年9月4日、ROOKIE）
- HQ超激的高画質 パンチラを堂々とガン見できちゃうVR 23人SP！(2019年8月29日、Hunter）
- HQ超激的高画質 ハンターVR2周年記念 超甘えん坊義妹VR 3作品撮り下ろしSP（2019年8月21日、Hunter）
- 真面目そうな顔をしているくせに裸になった途端に密着SEXを求めたがるイマドキな女子●生2（2019年5月19日、4KVR＋）

- イッた後ギュ〜っと抱きついてくる甘えんぼ少女とのイチャイチャSEX 【生パコ】 手つなぎ騎乗位と抱きしめ対面座位と激ピス時短正常位 【中出し】 さらに射精してからもたっぷりイチャイチャする後戯 泉りおん（2018年7月26日、アリスJAPAN）
- 地味な幼馴染の生徒会長がキスで豹変! エッチな予備知識が大暴走!! 泉りおん（2018年4月28日、ブイワンVR）
- 連続イキ性交 ちっぱい乳首責め 泉りおん（2018年4月14日、ブイワンVR）
- ラブイチャVR彼女 今日はイッパイいちゃいちゃしよう 泉りおん（3月24日、ブイワンVR）
- AAカップ敏感乳首を弄りまくって濡れたマ○コを激責め! ダメって言われても止めない突き上げ対面座位と近距離ピストン正常位で何度もイカせる絶頂セックス 【生中出し】 さらに射精後も乳首を責めてイカせる後戯 泉りおん（2018年3月23日、アリスJAPAN）

### イメージDVD
- 美少女B りおん（2024年5月26日、スパークビジョン）

- 処女のキモチ（2022年4月29日、スパイスビジュアル）※「和泉ことり」名義

- 実験1: 働く女性をくすぐり好きにしてみた（2021年9月26日、スパークビジョン）
- Honey（2021年5月26日、スパークビジョン）
- So cute!（2021年4月26日、スパークビジョン）

- ぱんつ日記（2020年5月29日、メディアブランド）
- Kusuguri Time（2020年2月26日、スパークビジョン）

- くすぐり村からやってきました（2019年11月26日、スパークビジョン）
- 放課後凌辱調教倶楽部（2019年10月30日、オルスタックソフト販売）※「りおん」名義
- 全身性感帯美少女 ピクンピクンBEST！（2019年7月26日、スパイスビジュアル）※「梨音いずみ」名義
- 見え過ぎちゃって困るの（2019年2月28日、スパイスビジュアル）※「梨音いずみ」名義

- ねぇ…しようよ!（2018年8月31日、スパイスビジュアル）※「梨音いずみ」名義
- 美少女通信 ピクピクしちゃう!（2018年6月22日、メディアブランド）※「梨音いずみ」名義
- 全身性感帯美少女 イッテも…良いですか?（2018年4月27日、スパイスビジュアル）※「梨音いずみ」名義
- Rion 小さな蕾がふくらんで（2018年3月1日、REbecca）

## 出演

### 舞台
- GIGA スーパーヒロインライブ Vol.14（2024年1月13日、東京・from scratch）- ジンバニー/オーロラ 役[5]
- GIGAスーパーヒロインライブvol.17（2024年5月11日、東京・from scratch）- ワイルドホワイト/セーラーディアナ 役[6][7]